# 金敦 (阿肯色州)
金敦（英語：Kingtown）是位於美國阿肯色州菲利普斯縣的一個非建制地區。該地的面積和人口皆未知。

## 地理
金敦的座標為34°29′48″N 90°53′29″W / 34.49667°N 90.89139°W，而該地的平均海拔高度為55米（即180英尺）。